# ナジム・グセイノフ
ナジム・グセイノフ（アゼルバイジャン語: Nazim Hüseynov, レズギ語: Гьуьсейнрин Гъалибан хва Назим 1969年8月2日 - ）は、アゼルバイジャンのバクー出身の柔道家。

## 経歴
最初にレスリングを始めるが、11歳の時に山下泰裕のドキュメンタリー番組を見たのがきっかけで柔道を始めた。1991年の世界選手権60kg級では準決勝で越野忠則に効果で敗れて3位だった。1992年のヨーロッパ選手権では優勝した。バルセロナオリンピックには独立国家共同体代表として出場、準決勝で世界チャンピオンの越野を技あり、決勝でも世界2位である韓国の尹鉉を効果で破って金メダルを獲得した。なお、決勝では終了直前に勝利を確信したグセイノフのコーチが畳に乱入して、グセイノフに抱きつくという一幕もあった。1993年の世界選手権では決勝で園田隆二に技ありで敗れて2位にとどまった。

## 主な戦績
- 1991年 -ハンガリー国際　優勝
- 1991年 - 世界選手権　3位
- 1992年 - 正力国際　2位
- 1992年 - ヨーロッパ選手権　優勝
- 1992年 - バルセロナオリンピック　優勝
- 1993年 - ヨーロッパ選手権　優勝
- 1993年 - 世界選手権　2位
- 1994年 - ヨーロッパ選手権　2位
- 1995年 - 世界選手権　5位
- 1998年 - グルジア国際　2位